# Ascobolus ciliatus
Ascobolus ciliatus är en svampart som beskrevs av Berk. 1836. Ascobolus ciliatus ingår i släktet Ascobolus och familjen Ascobolaceae.   Inga underarter finns listade i Catalogue of Life.